# Клушин Олександр Сергійович
Клушин Олександр Сергійович (псевдо «Тренер»; 25 лютого 1994, м. Харків — 2 березня 2022, м. Харків) — український боєць у царині змішаних єдиноборств ММА, козацького двобою,  джиу-джицу і грепплінгу та військовик, доброволець роти поліції «Східний корпус» та роти поліції «Схід», один з лідерів харківських ультрас.  Чемпіон світу MMA, майстер спорту з козацького двобою, володар синього поясу з джиу-джицу

## Життєпис
Народився 25 лютого 1994 року у Харкові. Мешкав на Північній Салтівці. 
У дитинстві займався футболом та боксом.
У юнацькому був учасником ультрас руху ФК «Металіст» (Харків). Незабаром став лідером однієї з молодіжних ультрас структур.
Закінчив 9 класів ЗОШ № 164 у місті Харкові, після чого навчався у Харківському вищому професійному училищі №6.
У 2012 році вступив до Харківської державної академії фізичної культури, де здобув фах за спеціальністю "Менеджмент у спортивній діяльності".
З 18 років займався ММА. Провів понад 50 аматорських боїв та 3 професійних.
У 2021 році отримав звання майстра спорту з козацького двобою з ММА, став чемпіоном світу з ММА та отримав синій пояс з бразильського джиу-джитсу.
Заснував та був тренером спортивного  клубу “SPCMMATEAM”.
Команда брала участь у змаганнях з ММА, греплінгу та бразильського джиу-джитсу та займала призові місця.
У 2014-2016 роках воював у складі підрозділу "Східний корпус".
У 2022 році сформував та навчав добровольчу групу з представників ультрас-руху харківського "Металіста" при спецпідрозділі поліції "Схід".
Помер внаслідок обстрілу Головного управління Нацполіції у Харкові 2 березня 2022 року.

## Дивіться також
- Список українських спортсменів, тренерів і функціонерів, що загинули під час Революції гідності чи внаслідок російської агресії в Україні